# Комптон, Спенсер, 2-й маркиз Нортгемптон
Спенсер Джошуа Элвин Комптон (англ. Spencer Joshua Alwyne Compton, 2 января 1790 — 17 января 1851) — британский пэр, президент Королевского общества в 1838—1848 годах, 2-й маркиз и 10-й граф Нортгемптон с 1828 года, представитель Нортгемптона в Палате общин. В 1796—1812 годах носил титул лорд Комптон, а в 1812—1828 годах — титул граф Комптон.

## Биография

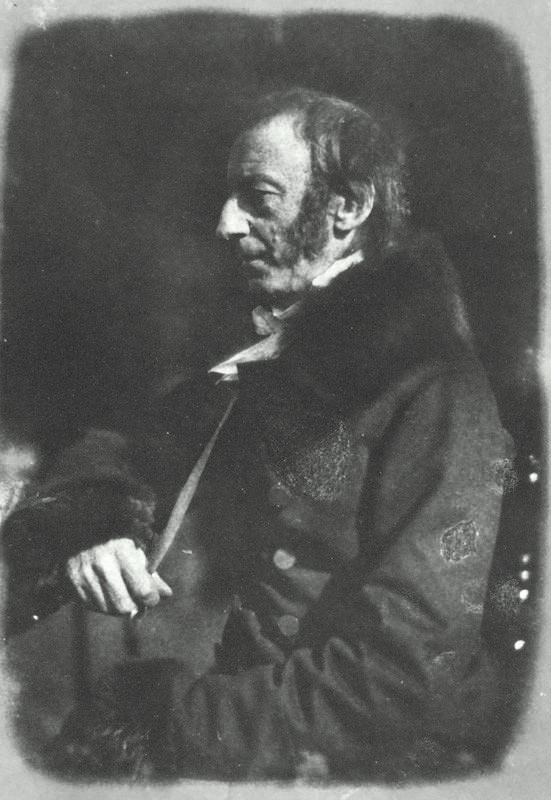
Спенсер Комптон, 2-й маркиз Нортгемптон, 1844 год

Спенсер Комптон был вторым сыном Чарльза Комптона, 9-го графа Нортгемптона (позже 1-го маркиза Нортгемптона), и Мэри Смит, дочери Джошуа Смита.
Образование получил в Тринити-колледже, где окончил магистратуру в 1810 году.
Не будучи профессиональным ученым, покровительствовал наукам и занимал руководящие посты в нескольких научных организациях:
- в 1820—1822 президент Геологического Общества;
- в 1845—1846 и в 1850—1851 годах президент Археологического института (англ. Archaeological Institute of Great Britain and Ireland);
- президент Королевского литературного общества с 1849 года до момента смерти;
- президент Королевского научного общества в 1838—1848 годах.

Иностранный член Американской академии искусств и наук (1846 год) (в книге записей указано — «карьера — покровитель наук»).

## Семья
Комптон был женат с 24 июля 1815 года на Маргарет Дуглас-Маклин-Клефан (умерла 2 апреля 1830), дочери генерал-майора Уильяма Дугласа-Маклин-Клефана и Марианны Маклин. В этом браке родились:
- Маргарет Мари Фрэнсис Элизабет Комптон (умерла 22 мая 1858), жена Эдварда Фредерика Левесон-Гоуэра (1819—1907);
- Чарльз Дуглас-Комптон (26 мая 1816 — 3 марта 1877), 3-й маркиз и 11-й граф Нортгемптон с 1851 года;
- Марианна Маргарет Комптон (21 июня 1817 — 9 февраля 1888), жена Джона Хьюма Эгертона, виконта Элфорда (1812—1851);
- Уильям Комптон (20 августа 1818 — 11 сентября 1897), 4-й маркиз и 12-й граф Нортгемптон с 1877 года, адмирал;
- Капитан Спенсер Скот Комптон (6 марта 1821 — 21 мая 1855), не женат;
- Элвайн Комптон (18 июля 1825 — 4 апреля 1906), епископ Или (1886—1905).

## Память
В честь Комптона назван вид динозавров Regnosaurus northamptoni.